# Acacia imbricata
Acacia imbricata é uma espécie de leguminosa do gênero Acacia, pertencente à família Fabaceae.